# Nicéforo Blemides

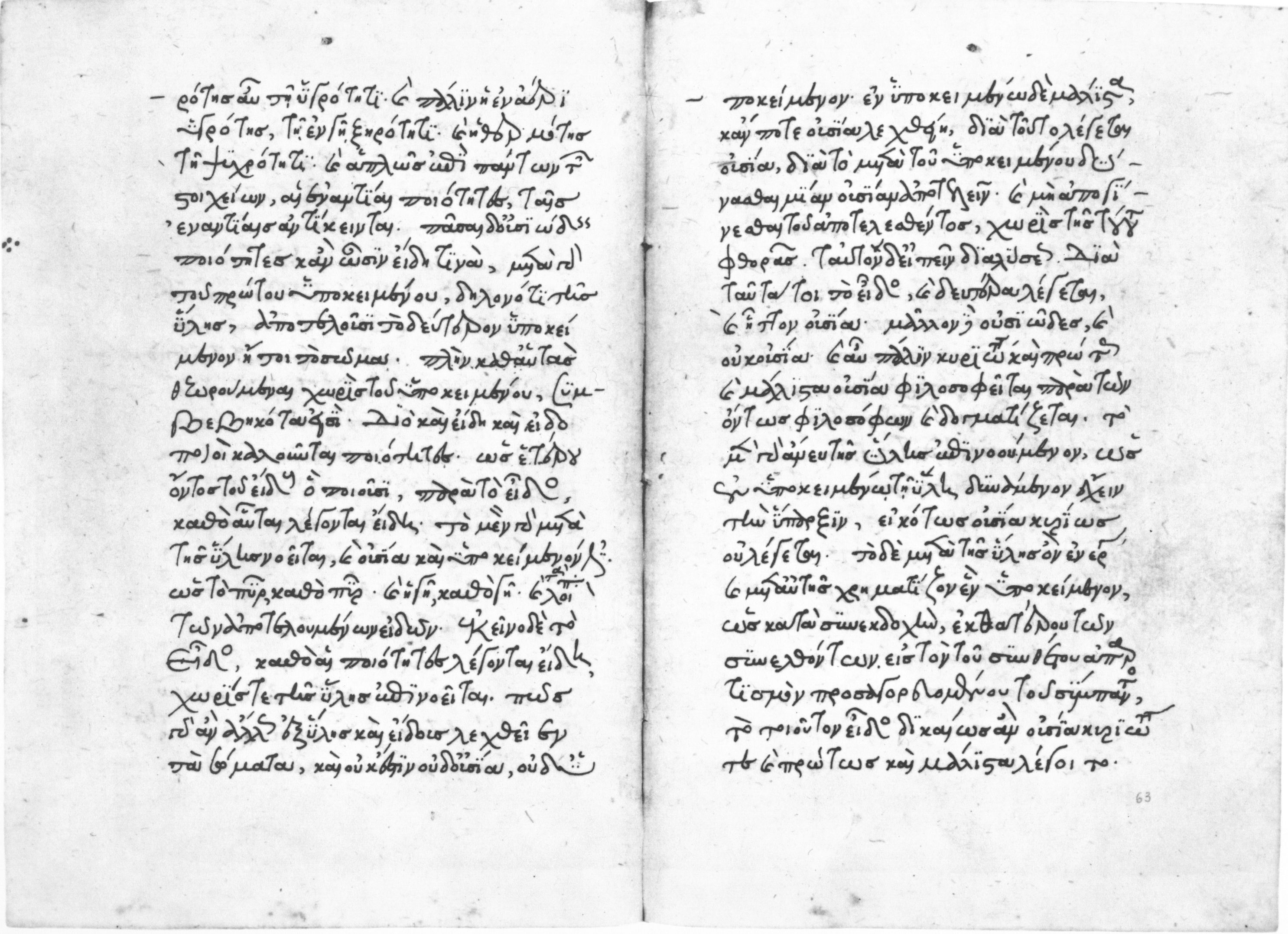
Páginas da Epitome physica de Nicéforo Blemides.

Nicéforo Blemides (em grego: Νικηφόρος Βλεμμύδης; romaniz.: Nikephoros Blemmydes; em latim: Nicephorus Blemmydes) foi um escritor bizantino do século XIII.

## Biografia
Nicéforo nasceu em 1197 em Constantinopla, segundo filho de um médico. Após a conquista da capital imperial pelas forças da Quarta Cruzada (1204), ele migrou para a Ásia Menor e lá recebeu uma educação liberal, passando por Prusa, Niceia, Esmirna e Escamandro. Blemides estudou medicina, filosofia, teologia, matemática, astronomia, lógica e retórica. Ele era reconhecido como um dos homens mais cultos e eruditos de seu tempo.
Ele entrou em conflito com o imperador bizantino João III Ducas Vatatzes (r. 1222 - 1254) quando ele expulsou de seu mosteiro uma de suas amantes, a princesa Marcesina. E também contra o patriarca de Constantinopla, José (r. 1268 - 1275) em sua tentativa de ser reconhecido frente ao seu antecessor deposto, Arsênio (r. 1255 - 1266). Mas ele era muito estimado e fundou uma escola, onde ele lecionou, entre outros, para Teodoro II Láscaris e Jorge Acropolita. 

Em seus anos finais, Blemides se tornou um monge e se retirou para um mosteiro fundado por ele mesmo em Éfeso. Ele morreu ali em 1272 d.C.

## Obras
Quando ele finalmente iniciou a sua carreira no clero, ele teve um papel ativo nas controvérsias teológicas entre a Igreja Católica e a Igreja Ortodoxa, escrevendo diversos tratados sobre a cláusula Filioque e a processão do Espírito Santo, sempre advogando a causa ocidental. E é nesta defesa que está a importância de sua obra, pois ele é um dos poucos escritores gregos a reconhecer a posição da igreja latina na questão. Esta posição é evidente não apenas pela leitura de suas obras, mas também por evidências de autores contemporâneos como Beco, Jorge Paquimeres e Nicéforo Gregoras. E foi lendo as obras de Blemides que o patriarca João XI Beco se converteu ao catolicismo, induzindo-o inclusive a escrever em sua defesa. 
A maior parte da obra de Blemides publicada até o momento está na Patrologia Graeca de Migne (vol. CXLII).

### Obras publicadas
- Autobiographia (Curriculum Vitæ)
- Epistula universalior
- Epitome logica
- Epitome physica
- Expositio in Psalmos
- De processione Spiritus Sancti
- De regia pellice templo ejecta (On the Royal Concubine Expelled from the Temple)
- De regis oficiis (On Royal Offices)
- Laudatio Sancti Ioanni Evangelistae
- Orationes de vitae fine
- Regia statua
- Sermo ad monachos suos (Sermon to his monks)

## ligações externas
- "Nicephorus Blemmida" na edição de 1913 da Enciclopédia Católica (em inglês).  Em domínio público.